# Liên đoàn Khoa học Tâm lý Quốc tế
Liên đoàn Khoa học Tâm lý Quốc tế hay Liên đoàn Quốc tế về Khoa học Tâm lý, viết tắt tiếng Anh là IUPsyS (International Union of Psychological Science) là một tổ chức phi chính phủ quốc tế hoạt động trong lĩnh vực nghiên cứu Khoa học Tâm lý và ứng dụng của nó.
IUPsyS thành lập năm 1950, là thành viên liên hiệp khoa học của Hội đồng Khoa học Quốc tế (ISC) , và trước đây cũng là thành viên liên hiệp khoa học của Hội đồng Khoa học Xã hội Quốc tế (ISSC, International Social Science Council).

## Mục tiêu
Mục tiêu của IUPsyS là 
1. Tăng cường và thúc đẩy sự phát triển của khoa học và nghề nghiệp tâm lý học.
2. Trao đổi ý kiến và thông tin khoa học giữa các nhà tâm lý ở các quốc gia khác nhau.
3. Tổ chức Đại hội quốc tế về tâm lý học và các cuộc họp khác về các chủ đề quan tâm chung, đặc biệt trong tâm lý học.
4. Đóng góp vào kiến thức tâm lý thông qua hoạt động xuất bản.
5. Tăng cường trao đổi các ấn phẩm và thông tin khác giữa các nước.
6. Tăng cường tiêu chuẩn hoàn hảo cho giáo dục, đào tạo, nghiên cứu và ứng dụng của tâm lý học.
7. Kích hoạt sự phát triển của các nhà khoa học tâm lý và các hiệp hội quốc gia thông qua các hoạt động xây dựng năng lực.
8. Tăng cường giao lưu quốc tế, đặc biệt là trong giới sinh viên và nhà nghiên cứu trẻ.
9. Phối hợp với các tổ chức quốc tế, khu vực và quốc gia khác trong các vấn đề cùng quan tâm.

## Hoạt động
Các đại hội (International Congresses of Psychology, ICP) được tiến hành 4 năm một kỳ.
| ICP 32.                                | 2020 | Prague                                                   | 2020-2024                                                |                                                          |
| ICP 31.                                | 2016 | Yokohama                                                 | 2016-2020                                                | Pam Maras                                                |
| ICP 30.                                | 2012 | Cape Town                                                | 2012-2016                                                | Saths Cooper                                             |
| ICP 29.                                | 2008 | Berlin                                                   | 2008-2012                                                | Rainer K. Silbereisen                                    |
| ICP 28.                                | 2004 | Bắc Kinh                                                 | 2004-2008                                                | Bruce J. Overmier                                        |
| ICP 27.                                | 2000 | Stockholm                                                | 2000-2004                                                | Michel Denis                                             |
| ICP 26.                                | 1996 | Montréal                                                 | 1996-2000                                                | Géry d'Ydewalle                                          |
| ICP 25.                                | 1992 | Brussels                                                 | 1992-1996                                                | Kurt Pawlik                                              |
| ICP 24.                                | 1988 | Sydney                                                   | 1988-1992                                                | Mark R. Rosenzweig                                       |
| ICP 23.                                | 1984 | Acapulco                                                 | 1984-1988                                                | Wayne H. Hotlzman                                        |
| ICP 22.                                | 1980 | Leipzig                                                  | 1980-1984                                                | Friedhart Klix                                           |
| ICP 21.                                | 1976 | Paris                                                    | 1976-1980                                                | A. Summerfield                                           |
| ICP 20.                                | 1972 | Tokyo                                                    | 1972-1976                                                | J. Nuttin                                                |
| ICP 19.                                | 1969 | London                                                   | 1969-1972                                                | R. W. Russell                                            |
| ICP 18.                                | 1966 | Moskva                                                   | 1966-1969                                                | P. Fraisse                                               |
| ICP 17.                                | 1963 | Washington DC                                            | 1963-1966                                                | James Drever                                             |
| ICP 16.                                | 1960 | Bonn                                                     | 1960-1963                                                | O. Klineberg                                             |
| ICP 15.                                | 1957 | Brussels                                                 | 1957-1960                                                | Albert Michotte                                          |
| ICP 14.                                | 1954 | Montréal                                                 | 1954-1957                                                | J. Piaget                                                |
| Các đại hội trước khi mang tên IUPsyS: |      |                                                          |                                                          |                                                          |
| ICP 13.                                | 1951 | Stockholm                                                | 1951-1954                                                | Henri Piéron                                             |
| ICP 12.                                | 1948 | Edinburgh Đại hội quyết định thành lập Liên đoàn Quốc tế | Edinburgh Đại hội quyết định thành lập Liên đoàn Quốc tế | Edinburgh Đại hội quyết định thành lập Liên đoàn Quốc tế |
| ICP 11.                                | 1937 | Paris                                                    |                                                          |                                                          |
| ICP 10.                                | 1932 | Copenhagen                                               |                                                          |                                                          |
| ICP 9.                                 | 1929 | New Haven                                                |                                                          |                                                          |
| ICP 8.                                 | 1926 | Groningen                                                |                                                          |                                                          |
| ICP 7.                                 | 1923 | Oxford                                                   |                                                          |                                                          |
| ICP 6.                                 | 1909 | Geneva                                                   |                                                          |                                                          |
| ICP 5.                                 | 1905 | Rome                                                     |                                                          |                                                          |
| ICP 4.                                 | 1900 | Paris                                                    |                                                          |                                                          |
| ICP 3.                                 | 1896 | Munich                                                   |                                                          |                                                          |
| ICP 2.                                 | 1892 | London                                                   |                                                          |                                                          |
| ICP 1.                                 | 1889 | Paris                                                    |                                                          |                                                          |